# Nikolai Malkó
Nikolai Andréievitx Malkó (en rus: Никола́й Андре́евич Малько́, en ucraïnès: Микола Андрійович Малько; 4 de maig de 1883 – 23 de juny de 1961) va ser un director simfònic estatunidenc nascut a Rússia.

## Biografia
Malkó va néixer a Brailov, Vinnitski uiezd, governació de Podolia, Imperi Rus (avui part d'⁣Ucraïna). El seu pare era ucraïnès, la seva mare russa.
El 1906 va completar els estudis d'història i filologia a la Universitat de Sant Petersburg. El 1909 es va graduar al Conservatori de Sant Petersburg, on havia inclòs entre els seus professors Rimski-Kórsakov, Glazunov i Liàdov. Va publicar articles sobre crítica musical a la premsa russa i va actuar com a pianista i més tard com a director. El 1909 esdevingué director del Teatre Mariïnski. Sis anys més tard esdevingué el director en cap d'aquesta orquestra.
Des de 1909 va estudiar direcció a Múnic amb Felix Mottl. El 1918 va esdevenir el director del conservatori de Vítsiebsk i a partir de 1921 va ensenyar al Conservatori de Moscou. De 1921 a 1924 es va moure entre Vítsiebsk, Moscou, Kíiv i Khàrkiv, dirigint a cadascuna d'aquestes ciutats. El 1925 esdevingué professor del Conservatori de Leningrad. Es va convertir en director de l'⁣Orquestra Filharmònica de Leningrad el 1926 i allí va dirigir l'estrena mundial de la Simfonia núm. 1 del seu alumne Dmitri Xostakóvitx aquell mateix any, i l'estrena de Simfonia núm. 2, dedicada a ell, l'any 1927. Malkó també va dirigir l'estrena de la 5a Simfonia de Nikolai Miaskovski. La 9a simfonia de Miaskovski va ser dedicada a Nikolai Malkó.
Va ser succeït com a director de la Filharmònica de Leningrad pel seu alumne Alexandr Gauk el 1928, i va continuar ensenyant al Conservatori. El 1929, convidats a presentar-se a Occident, ell i la seva dona van abandonar la Unió Soviètica i no van tornar durant trenta anys, fins que una invitació del Ministeri de Cultura soviètic aprovada pel Departament d'Estat dels Estats Units el va portar de nou per dirigir a Moscou, Leningrad i Kíiv. Un cop a Occident, Malkó va viure a Viena, Praga i Copenhaguen, on va ajudar a establir l'⁣Orquestra Simfònica de la Ràdio Danesa, rebent el títol de director convidat permanent.
Mentre esclatava la Segona Guerra Mundial el 1940, Malkó s'instal·là als Estats Units, on ensenyava direcció. Els seus pensaments sobre la tècnica de direcció es van reunir i es van publicar en un volum titulat The Conductor and his Baton (1950), Un manual sobre direcció d'orquestra actualment disponible als Estats Units (Elizabeth A. H. Green: "The Modern Conductor", 1996) es basa explícitament en els principis establerts al llibre de Malkó. De 1942 a 1946, va ser director musical de la Grand Rapids Symphony de Grand Rapids, Michigan, que era una orquestra comunitària en aquell moment.
Malkó va gravar molt per a EMI a Copenhaguen i després amb la Philharmonia, a Londres. El 1951 va estrenar la 7a Simfonia de Vagn Holmboe amb l'Orquestra Simfònica de la Ràdio Danesa. De 1954 a 1956 va viure a la Gran Bretanya i va ser director principal de la Yorkshire Symphony Orchestra. Immediatament després d'això, es va traslladar a Austràlia, per ocupar el càrrec de director en cap de l'⁣Orquestra Simfònica de Sydney després de la marxa precipitada de Sir Eugene Goossens. Va romandre en aquest càrrec fins a la seva mort a Sydney cinc anys més tard.
Un conjunt de 4 CD amb Malkó dirigint la Simfonia núm. 2 de Txaikovski, la Simfonia núm.1 de Xostakóvitx, la Simfonia núm. 83 de Haydn, el Preludi de Khovànsxina de Mússorgski, La núvia del tsar i la Suite simfònica 'Antar' de Rimski-Kórsakov, la Simfònica núm. 7 de Bruckner i Székely fonó de Kodály estan disponibles a Lyrita (REAM.2120).

## Honors
Va ser patró nacional de Delta Omicron, una fraternitat musical professional internacional.
El 1960, el rei danès Frederic IX va nomenar Malkó cavaller de l'⁣orde de Dannebrog.